# Eleições estaduais no Paraná em 1970
As eleições estaduais no Paraná em 1970 aconteceram em duas fases conforme previa o Ato Institucional Número Três e assim a eleição indireta do governador Haroldo Leon Peres e do vice-governador Parigot de Souza aconteceu em 3 de outubro e a escolha dos senadores Acioly Filho e Matos Leão, 23 deputados federais e 47 deputados estaduais se deu em 15 de novembro conforme o receituário aplicado aos 22 estados e aos territórios federais do Amapá, Rondônia e Roraima.
Quando o Palácio do Planalto findou a consulta sobre quem seriam os governadores escolhidos pelo presidente Emílio Garrastazu Médici e referendados pela ARENA em cada estado os mesmos souberam que seriam empossados em 15 de março de 1971 para quatro anos de mandato e somente no Paraná o governador foi trocado. O primeiro titular do Palácio Iguaçu foi o advogado Haroldo Leon Peres, nascido no Rio de Janeiro e formado na Universidade Federal do Rio de Janeiro. Em 1951 fixou morada em Maringá e nessa cidade foi fazendeiro e professor da Universidade Estadual de Maringá até ingressar na UDN e ser eleito deputado estadual em 1958 e 1962 e após o Regime Militar de 1964 ingressou na ARENA elegendo-se deputado federal em 1966. Seu mandato de governador chegou ao fim em 23 de novembro de 1971 quando renunciou sob a acusação de corrupção, a qual sempre rechaçou.
Com sua queda o poder foi entregue ao vice-governador Parigot de Souza, nascido em Curitiba e formado em Engenharia Civil pela Universidade Federal do Paraná onde foi professor tendo especialização em Engenharia Hidráulica na França. Ingressou no serviço público através da Secretaria de Viação e Obras Públicas e dirigiu obras de infraestrutura nos portos de Paranaguá, Antonina e no fluxo do Rio Iguaçu. Antes de ingressar na política foi um dos instaladores da Companhia Paranaense de Energia e presidente da mesma por nove anos a partir de 1961 dela se afastando ao ser eleito vice-governador do Paraná pela ARENA sendo efetivado com a renúncia do titular, falecendo, porém, de câncer em 11 de julho de 1973.
O senador mais votado foi o advogado, economista e empresário Matos Leão. Natural de Mallet ele se formou, respectivamente, na Universidade Federal do Paraná e na Faculdade de Ciências Econômicas Plácido e Silva. Filiado à UDN foi eleito vereador em 1958 em Guarapuava e após entrar no PSD elegeu-se deputado estadual em 1962 e 1966, quando já militava na ARENA. Afastou-se do mandato no governo Paulo Pimentel para ocupar a Secretaria de Justiça. Renunciou ao mandato de senador à 16 de maio de 1978 para assumir uma diretoria do Banco do Brasil e assim foi efetivado Vilela de Magalhães.
A segunda vaga ficou com outro advogado, Acioly Filho. Também formado na Universidade Federal do Paraná, ele é de Paranaguá e foi membro do governo Manoel Ribas. Eleito deputado estadual via PSD em 1947, 1950 e 1954, foi presidente do legislativo. Eleito deputado federal em 1958, 1962 e 1966, integrou brevemente o PDC por desavenças com o governador Moisés Lupion e depois seguiu rumo à ARENA.

## Resultado da eleição para governador
Eleição realizada pela Assembleia Legislativa do Paraná. Nela foram computados apenas os votos válidos.
| Candidatos a governador do estado | Candidatos a vice-governador | Número | Coligação             | Votação | Percentual |
| --------------------------------- | ---------------------------- | ------ | --------------------- | ------- | ---------- |
| Haroldo Leon Peres ARENA          | Parigot de Souza ARENA       | -      | ARENA (sem coligação) | 33      | 100%       |

## Resultado da eleição para senador
Dados fornecidos pelo Tribunal Superior Eleitoral que computou 2.225.536 votos nominais, 830.402 votos em branco e 156.936 votos nulos totalizando um comparecimento de 3.212.874 eleitores.
| Candidatos a senador da República | Candidatos a suplente de senador | Número | Coligação             | Votação | Percentual |
| --------------------------------- | -------------------------------- | ------ | --------------------- | ------- | ---------- |
| Matos Leão ARENA                  | Vilela de Magalhães ARENA        | -      | ARENA (sem coligação) | 852.481 | 38,31%     |
| Acioly Filho ARENA                | Milton Menezes ARENA             | -      | ARENA (sem coligação) | 832.616 | 37,41%     |
| José Richa MDB                    | Francisco Brito de Lacerda MDB   | -      | MDB (sem coligação)   | 540.439 | 24,28%     |

## Deputados federais eleitos
São relacionados os candidatos eleitos com informações complementares da Câmara dos Deputados.

Representação eleita
  ARENA: 19
  MDB: 4

Fonteː
| Deputados federais eleitos | Partido | Votação | Percentual | Cidade onde nasceu       | Unidade federativa |
| Arnaldo Busato             | ARENA   | 98.350  |            | Jaú                      | São Paulo          |
| Olivir Gabardo             | MDB     | 56.969  |            | União da Vitória         | Paraná             |
| Alípio de Carvalho         | ARENA   | 42.649  |            | Carolina                 | Maranhão           |
| Alencar Furtado            | MDB     | 41.767  |            | Araripe                  | Ceará              |
| Zacarias Seleme            | ARENA   | 41.632  |            | Canoinhas                | Santa Catarina     |
| Ítalo Conti                | ARENA   | 40.066  |            | Mallet                   | Paraná             |
| Ardinal Ribas              | ARENA   | 39.983  |            | Castro                   | Paraná             |
| Fernando Gama              | MDB     | 37.538  |            | Rio de Janeiro           | Rio de Janeiro     |
| Artur Santos               | ARENA   | 33.981  |            | Curitiba                 | Paraná             |
| Túlio Vargas               | ARENA   | 33.200  |            | Piraí do Sul             | Paraná             |
| Antônio Ueno               | ARENA   | 33.065  |            | Cambará                  | Paraná             |
| Kalil Maia Neto            | ARENA   | 30.871  |            | São Paulo                | São Paulo          |
| Sílvio Barros              | MDB     | 29.618  |            | Aiuruoca                 | Minas Gerais       |
| Hermes Macedo              | ARENA   | 28.049  |            | Rio Pardo                | Rio Grande do Sul  |
| Mário Stamm                | ARENA   | 27.500  |            | Itajaí                   | Santa Catarina     |
| Alberto Costa              | ARENA   | 27.396  |            | Curitiba                 | Paraná             |
| Agostinho Rodrigues        | ARENA   | 26.612  |            | Curitiba                 | Paraná             |
| Emílio Gomes               | ARENA   | 24.522  |            | Ponta Grossa             | Paraná             |
| José Carlos Leprevost      | ARENA   | 22.976  |            | Curitiba                 | Paraná             |
| Flávio Giovine             | ARENA   | 21.780  |            | São Paulo                | São Paulo          |
| Ferreira do Amaral         | ARENA   | 21.667  |            | Curitiba                 | Paraná             |
| João Vargas                | ARENA   | 21.572  |            | Ponta Grossa             | Paraná             |
| Ary de Lima                | ARENA   | 21.373  |            | São Sebastião do Paraíso | Minas Gerais       |

## Deputados estaduais eleitos
Na disputa pelas 47 cadeiras da Assembleia Legislativa do Paraná a ARENA superou o MDB por trinta e nove a oito.

Representação eleita
  ARENA: 39
  MDB: 8

Fonteː
| Deputados estaduais eleitos            | Partido | Votação | Percentual | Cidade onde nasceu  | Unidade federativa |
| Wilson Figueiredo Fortes               | ARENA   | 41.871  |            | Jacarezinho         | Paraná             |
| João Mansur                            | ARENA   | 40.175  |            | Irati               | Paraná             |
| Cândido Manuel de Oliveira             | ARENA   | 35.463  |            | Londrina            | Paraná             |
| Francisco Escorsin                     | ARENA   | 30.544  |            | Jaguariaíva         | Paraná             |
| Ivo Thomazoni                          | ARENA   | 27.276  |            | Joaçaba             | Santa Catarina     |
| Antonio Belinati                       | MDB     | 25.067  |            | Campo Grande        | Mato Grosso do Sul |
| Gabriel Manoel                         | ARENA   | 23.971  |            | Paranaguá           | Paraná             |
| David Federmann                        | ARENA   | 22.032  |            | Ponta Grossa        | Paraná             |
| Sebastião Souza Júnior                 | MDB     | 21.949  |            | Foz do Iguaçu       | Paraná             |
| Francisco Borsari Netto                | ARENA   | 21.698  |            | Jaboticabal         | São Paulo          |
| Armando Queiroz de Morais              | ARENA   | 21.671  |            | Viradouro           | São Paulo          |
| Paulo Poli                             | ARENA   | 21.406  |            | Almirante Tamandaré | Paraná             |
| João Leopoldo Jacomel                  | ARENA   | 21.382  |            | Piraquara           | Paraná             |
| Paulo Afonso Alves de Camargo          | ARENA   | 20.632  |            | Guarapuava          | Paraná             |
| Aguinaldo Pereira Lima                 | ARENA   | 18.065  |            | Foz do Iguaçu       | Paraná             |
| Xenofonte Villanueva                   | ARENA   | 17.166  |            | Paranaguá           | Paraná             |
| Erondy Silvério                        | ARENA   | 16.618  |            | Guarapuava          | Paraná             |
| Igo Iwant Losso                        | ARENA   | 16.456  |            | Irati               | Paraná             |
| Marciano Baraniuk                      | ARENA   | 16.330  |            | Ponta Grossa        | Paraná             |
| Maurício Fruet                         | MDB     | 14.769  |            | Curitiba            | Paraná             |
| Nivaldo Passos Krüger                  | MDB     | 14.537  |            | Canoinhas           | Santa Catarina     |
| Alvaro Dias                            | MDB     | 14.341  |            | Quatá               | São Paulo          |
| Acyr Hafez José                        | ARENA   | 14.212  |            | Porto União         | Santa Catarina     |
| Fuad Nacli                             | ARENA   | 14.095  |            | Guarapuava          | Paraná             |
| Arthur Gotuzzo de Souza                | ARENA   | 13.857  |            | Ponta Grossa        | Paraná             |
| Benedito Pinto Dias                    | ARENA   | 13.736  |            | Monções             | São Paulo          |
| Emílio Humberto Carazzai               | ARENA   | 13.435  |            | Arapongas           | Paraná             |
| Ovidio Luiz Franzoni                   | ARENA   | 12.687  |            | Cianorte            | Paraná             |
| Fabiano Braga Côrtes                   | ARENA   | 12.537  |            | Lapa                | Paraná             |
| Rosário Pitelli                        | ARENA   | 12.154  |            | Tijucas do Sul      | Paraná             |
| Gilberto Rezende de Carvalho           | ARENA   | 11.988  |            | Bandeirantes        | Paraná             |
| Wilson Brandão                         | ARENA   | 11.934  |            | Guarapuava          | Paraná             |
| Antônio Franco Ferreira da Costa Filho | ARENA   | 11.923  |            | Curitiba            | Paraná             |
| Basilio Zanusso                        | ARENA   | 11.824  |            | José Bonifácio      | São Paulo          |
| Aryzone Mendes de Araújo               | ARENA   | 11.590  |            | Francisco Beltrão   | Paraná             |
| José Lázaro Dumont                     | ARENA   | 11.455  |            | Capanema            | Paraná             |
| Antônio Lopes Júnior                   | ARENA   | 11.335  |            | Irati               | Paraná             |
| Quielse Crisóstomo da Silva            | ARENA   | 11.196  |            | Bocaiúva do Sul     | Paraná             |
| João Calil Fadel                       | ARENA   | 11.122  |            | Maringá             | Paraná             |
| Antônio dos Santos Maciel Filho        | ARENA   | 11.008  |            | Apucarana           | Paraná             |
| Odilon Damaso Correia Reinhardt        | ARENA   | 10.909  |            | Curitiba            | Paraná             |
| Osvaldo dos Santos Lima                | ARENA   | 10.837  |            | Cascavel            | Paraná             |
| Jorge Sato                             | ARENA   | 10.770  |            | Toledo              | Paraná             |
| Nelson Buffara                         | MDB     | 10.501  |            | Curitiba            | Paraná             |
| Hélio Manfrinato                       | MDB     | 9.700   |            | Londrina            | Paraná             |
| Domício Scaramella                     | MDB     | 9.492   |            | União da Vitória    | Paraná             |
| José Muggiati                          | MDB     | 8.468   |            | Curitiba            | Paraná             |